# Корантейн
Коранте́йн (устар. Корентин; англ. Courantyne, нидерл. Corantijn) — река на севере Южной Америки.
Исток в восточной части Гвианского нагорья при слиянии реки Кутари и реки Сипаливини. Река протекает по северной части нагорья, затем по Гвианской низменности среди влажных экваториальных лесов, образуя зелёные туннели, в которых упавшие деревья часто загораживают русло. Впадая в Атлантический океан около городов Корривертон (Гайана) и Ньив-Никкери (Суринам), река образует эстуарий. По реке между городами налажено паромное сообщение.
Длина реки составляет 724 км. Подпитывается в основном дождями, поэтому летом наблюдаются паводки, а к концу октября река сильно мелеет. Площадь бассейна реки составляет 56 тыс. км², средний расход воды — около 1200 м³/с.
В верхней части течение реки осложнено крупными порогами и водопадами, около больших порогов река разливается, образуя лабиринты островков, которые называются бистурис. До 70 км вверх от устья (до гайанского посёлка Ореалла) река пригодна для прохода небольших океанских судов.
По реке Корантейн проходит государственная граница между Гайаной и Суринамом.